# Phường 17, Phú Nhuận
Phường 17 là một phường thuộc quận Phú Nhuận, Thành phố Hồ Chí Minh, Việt Nam.
Phường 17 có diện tích 0,15 km², dân số năm 2021 là 7.932 người,  mật độ dân số đạt 52.880 người/km².